# Попово (Курганская область)
Попово — село в Варгашинском районе Курганской области. Входит в состав Варгашинского поссовета.

## История
До 1917 года входило в состав Моревской волости Курганского уезда Тобольской губернии. По данным на 1926 год состояло из 290 хозяйств. В административном отношении являлась центром Поповского сельсовета Варгашинского района Курганского округа Уральской области.

## Население
| 1912 | 1926  | 1989 | 2002 | 2010 |
| ---- | ----- | ---- | ---- | ---- |
| 1449 | ↗1509 | ↘452 | ↘448 | ↘346 |

По данным переписи 1926 года в селе проживало 1509 человек (736 мужчин и 773 женщины), в том числе: русские составляли 99 % населения.